# Encephalartos lehmannii
Espèce
Synonymes
- Encephalartos spinulosus Lehm.

Statut de conservation UICN

 NT  : Quasi menacé
Statut CITES

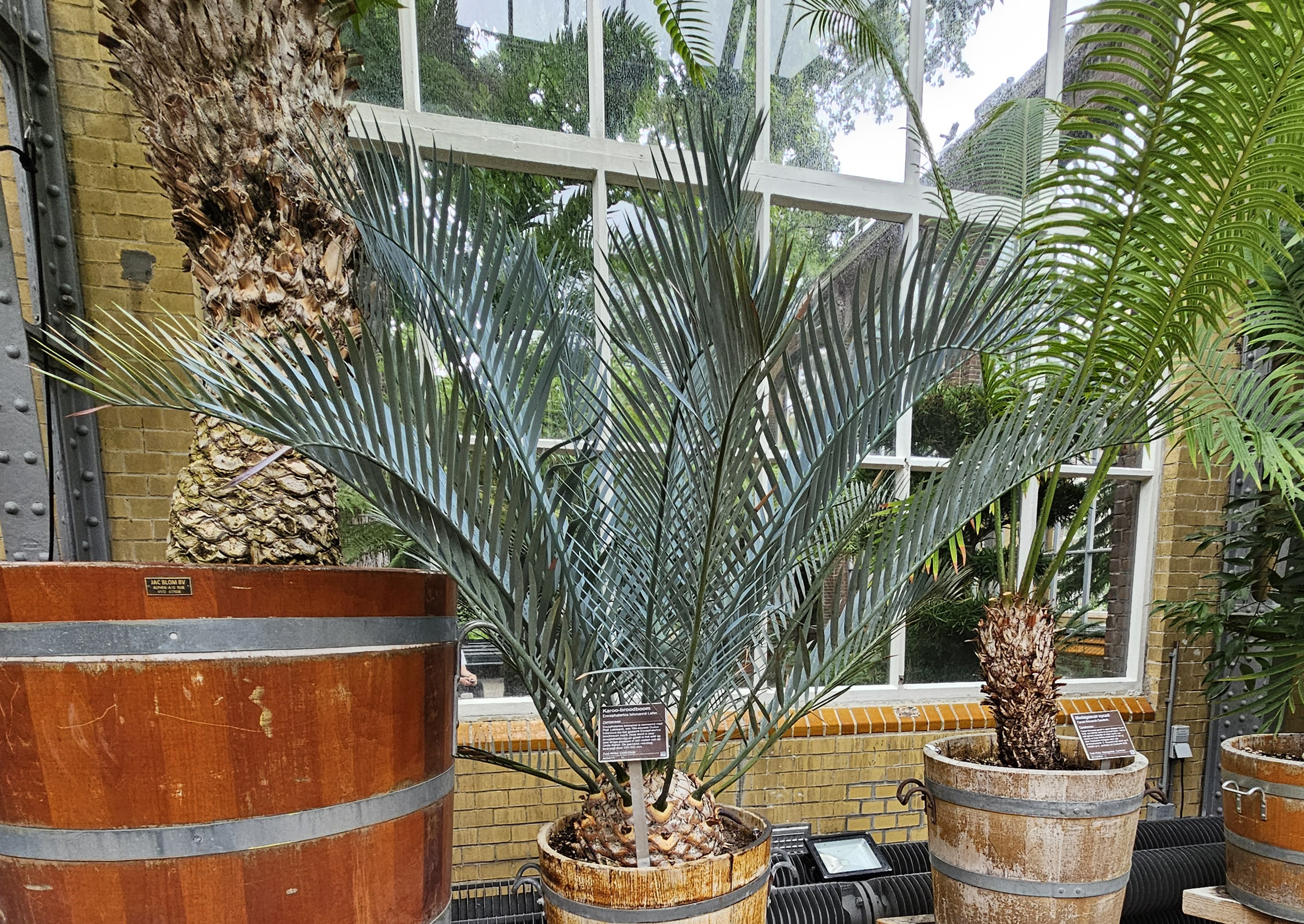
Encephalartos lehmannii au jardin botanique d'Amsterdam

Encephalartos lehmannii est une espèce de plantes appartenant à la famille des Zamiaceae originaire d'Afrique.

## Caractéristiques

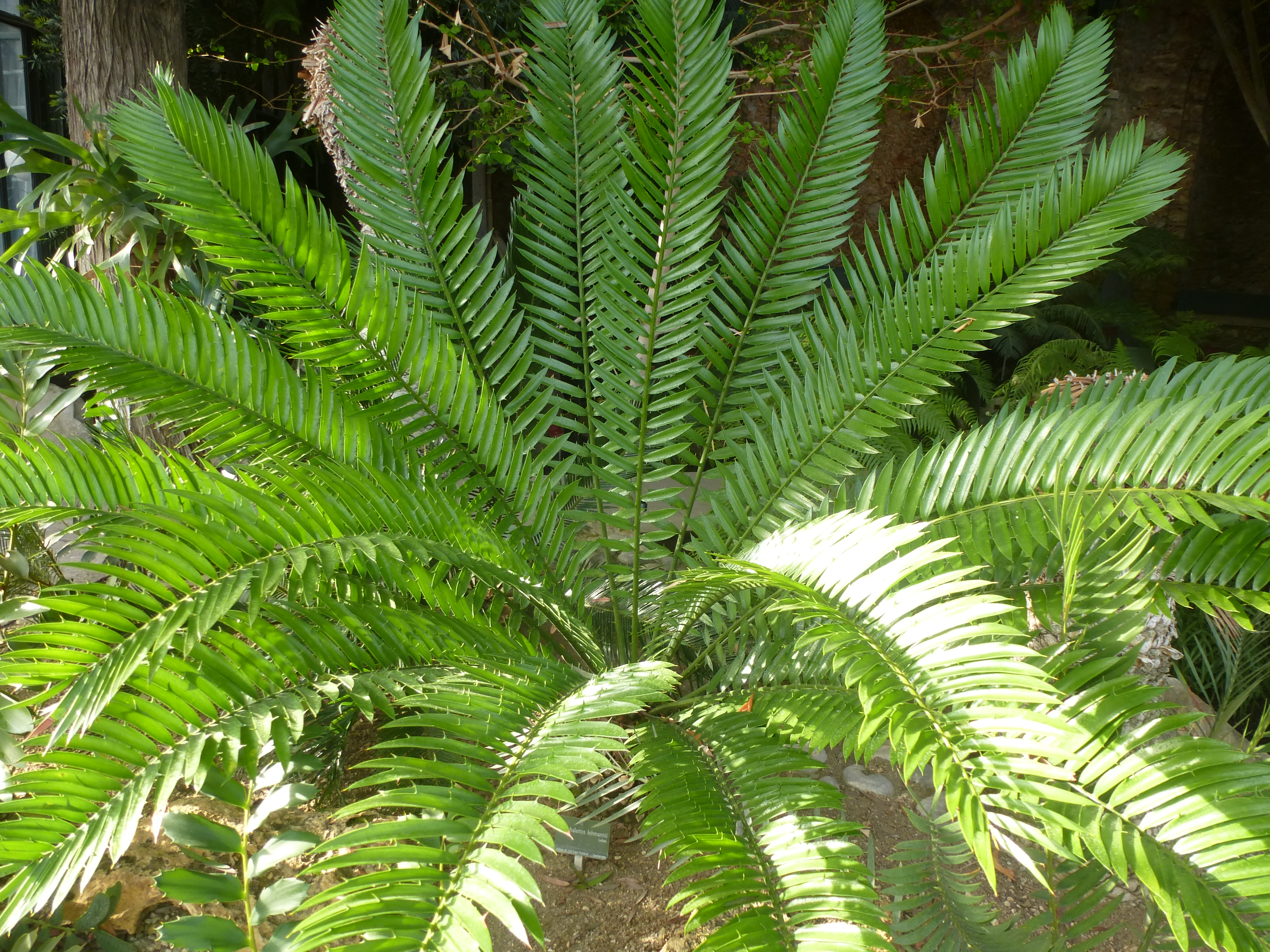
Plante déployée, en serre.
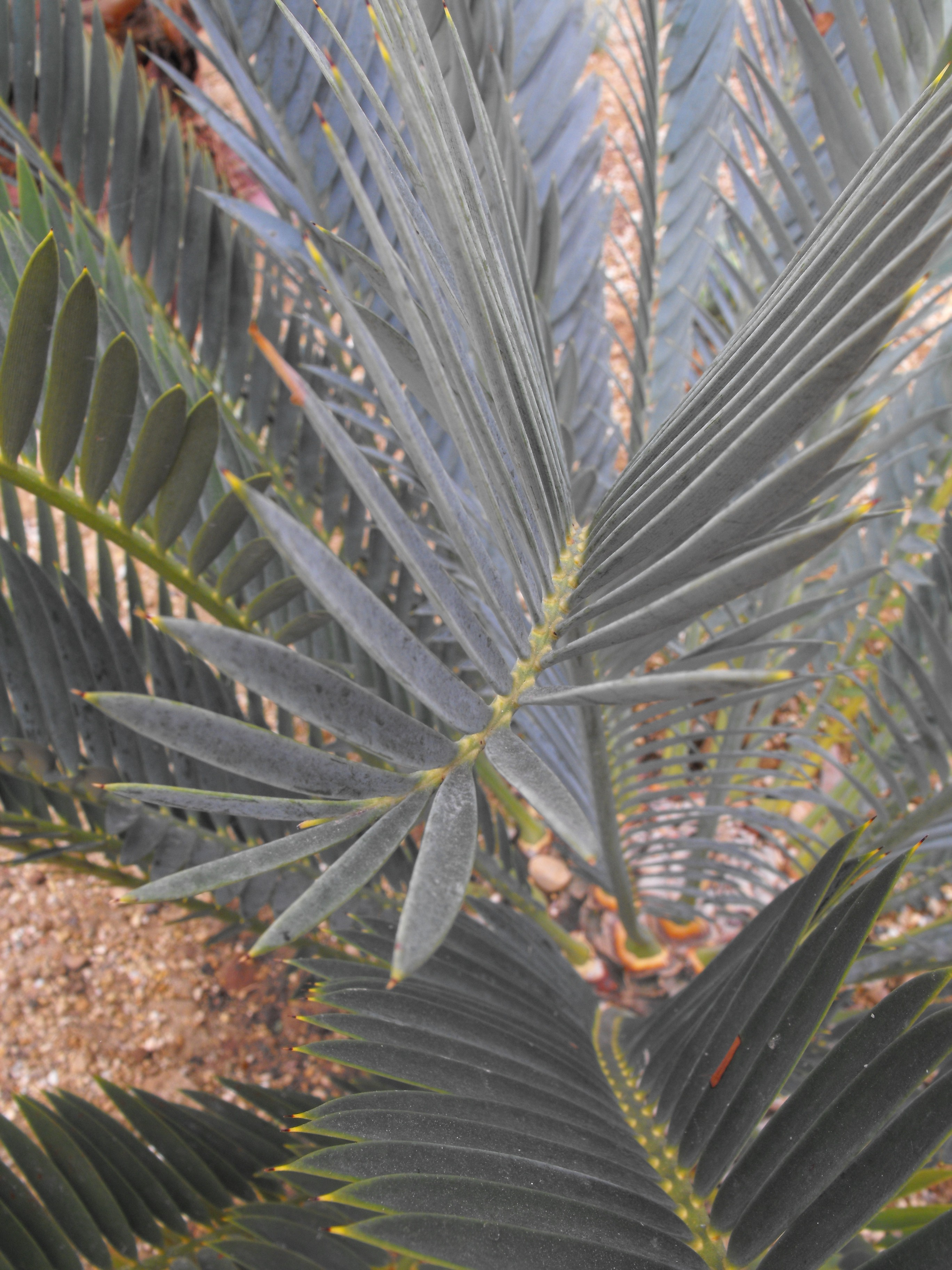
Détail du feuillage.
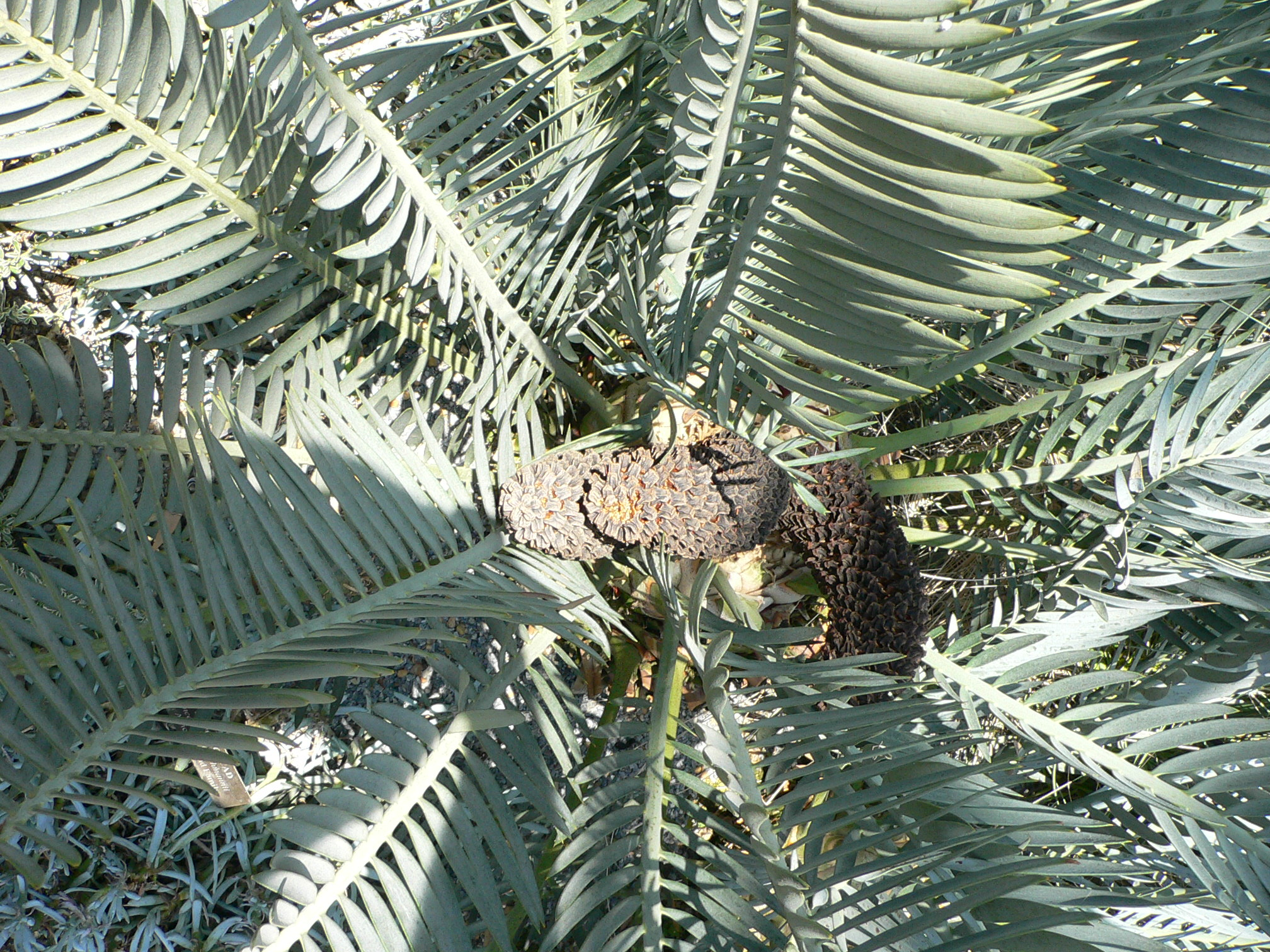
Cœur de la plante femelle.
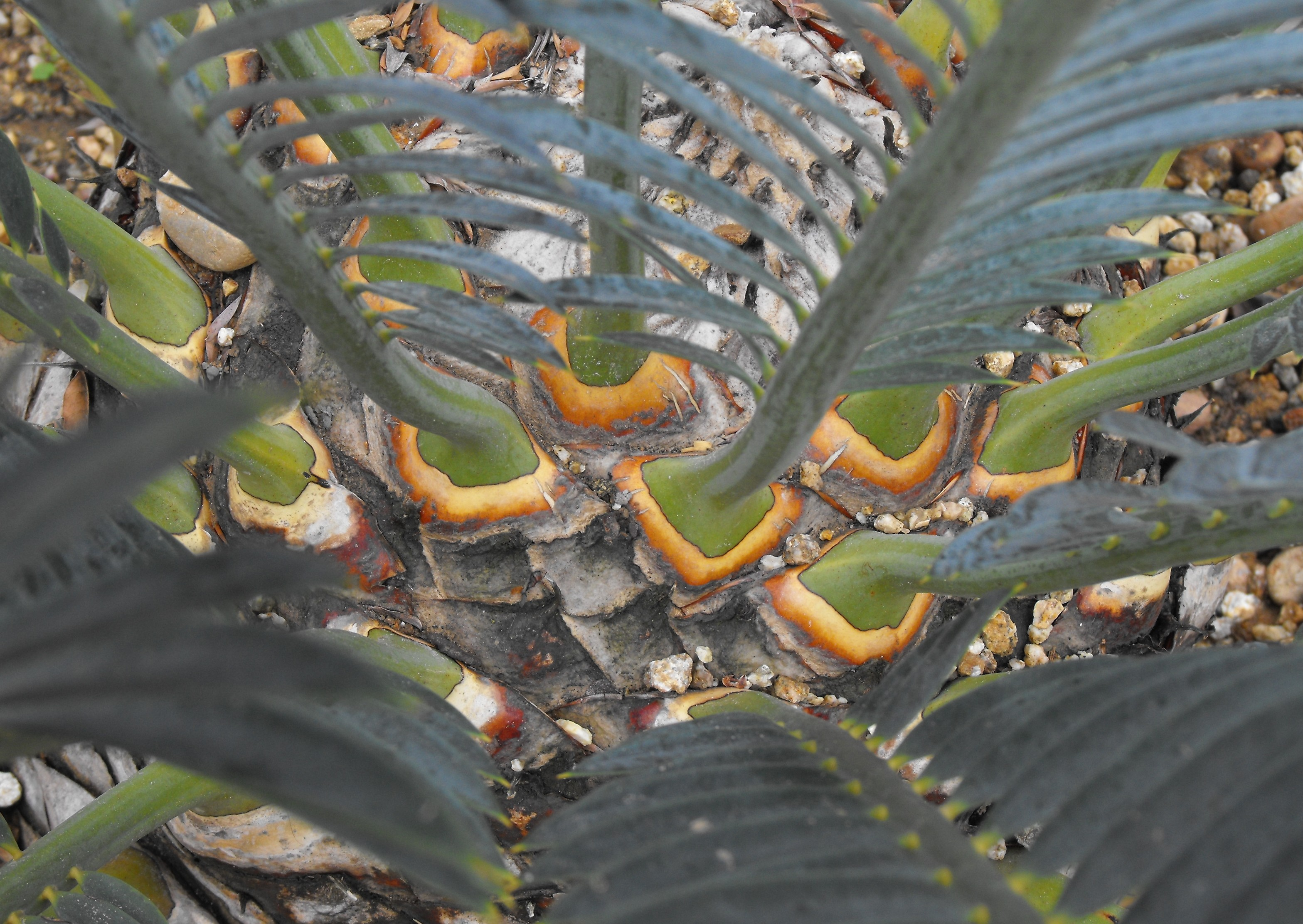
Détail de la base.